# لو بلاكبيرن
لو بلاكبيرن (بالإنجليزية: Lou Blackburn)‏ هو عازف جاز أمريكي، ولد في 12 نوفمبر 1922، وتوفي في 7 يونيو 1990 في برلين في ألمانيا.

## وصلات خارجية
- لو بلاكبيرن على موقع ميوزك برينز (الإنجليزية)
- لو بلاكبيرن على موقع أول ميوزيك (الإنجليزية)
- لو بلاكبيرن على موقع ديسكوغز (الإنجليزية)